# PISA-International-Plus
Bei der PISA-I-Plus handelt es sich um eine „PISA-Längsschnittstudie zur Entwicklung mathematisch-naturwissenschaftlicher Kompetenzen im Verlauf eines Schuljahres“. Sie wurde am 17. November 2006 der Öffentlichkeit vorgestellt.

## Auswertung
Gewertet wurde die Entwicklung zwischen einem Test im Frühjahr in der 9. Schulklasse (2003) und einem Folgetest bei denselben Schülern und Schülerinnen im darauffolgenden Frühjahr in der 10. Klasse (2004) in den Fächern Mathematik und Naturwissenschaften. Es zeigte sich, dass in der Mathematik nur 60 % der Schüler innerhalb eines Jahres dazugelernt haben, in naturwissenschaftlichen Fächern sogar nur 44 %, während knapp jeder Fünfte naturwissenschaftliches Wissen verlernt habe.
Dieses als eher schlecht bewertetes Ergebnis wurde auf mangelnde didaktische Kompetenzen zurückgeführt.
Zudem bestätigte auch dies wieder eine Bildungsbenachteiligung von Schülern mit niederer sozialer Herkunft. Die Bedeutung der Unterstützung des Elternhauses wurde betont. Nicht nachzuweisen war der Einfluss, ob zu Hause die Möglichkeit der Computernutzung bestünde.

## Kritik an der Studie
Hauptschulen wurden in die Studie nicht einbezogen. Dies wurde unter anderem von der GEW kritisiert, da die Hauptschulen in vielen Bundesländern über 10. Klassen verfügen und so der Ausschluss nicht begründbar sei.